# Epirski despotat
Epírski despotát ali Epírska kneževína (srednjeveško grško Δεσποτᾶτον τῆς Ἠπείρου, latinizirano: Dĕspŏtãtŏ tēs Ēpĕírŏu) je bila ena od grških nasledstvenih držav Bizantinskega cesarstva, ki so nastale po padcu Bizanca v četrti križarski vojni leta 1204. Imela se je za zakonito naslednico Bizantinskega cesarstva, tako kot Nikejsko in Trapezundsko cesarstvo. Naziv »despotat« ni najbolj primeren, saj prvi epirski vladarji niso imeli naslova despot. Naslov despot tudi ni bil déden in ni bil povezan z nobeno obliko sodne oblasti.

## Ustanovitev
Epirski despotat sta leta 1204 ustanovi Mihael Komnen Dukas, nečak bivših bizantinskih cesarjev Izaka II. Angela in Alekseja III. Angela. Mihael se je najprej povezal kraljem Solunskega kraljestva Bonifacijem Monferraškim, ko pa so Franki po bitki v Oljčnem gaju v Kundurosu osvojili Moreo (Peloponez), je odšel v Epir. Tam se je proglasil za bizantinskega guvernerja stare province Nikopol in se Bonifaciju uprl. 
Epir je kmalu postal zatočišče za množico grških beguncev iz Bizanca, Tesalije in Peloponeza, ki so imeli Mihaela za novega Noeta, ki rešuje Grke iz latinske poplave. Bizantinski patriarh Ivan X. Kamater Mihaela ni imel za zakonitega naslednika cesarstva, ampak je nasledstvo priznal Teodorju I. Laskarisu iz Nikeje. Mihael je zato prekinil vezi z vzhodno pravoslavno cerkvijo in priznal avtoriteto papeža Inocenca III.
Cesar Latinskega cesarstva Henrik Flandrijski je od Mihaela zahteval, da prizna njegovo nadoblast. Mihael se mu je na videz uklonil in leta 1209 poročil svojo hčerko s Henrikovim bratom Evstahijem, v resnici pa tega zavezništva ni spoštoval, ker je menil, da Latinci goratega Epirja ne morejo osvojiti. Podobne apetite kot Latinci so imeli tudi Bonifacijevi sorodniki iz Montferrata, zato se je Mihael leta 1210 povezal z Benečani in napadel Solunsko kraljestvo. Ker je bil Mihael do svojih ujetnikov izjemno krut in je celo križal nekaj latinskih duhovnikov, ga je papež Inocenc III. izobčil. Henrik je Solun kasneje osvobodil in prisilil Mihaela, da je obnovil zavezništvo. 
Mihael je nato pozornost preusmeril na druga strateško pomembna latinska mesta, predvsem na Lariso in Drač, in pristaniška mesta v Korintskem zalivu. Leta 1214 je Benečanom odvzel Krf, leto kasneje pa so ga ubili. Nasledil ga je polbrat Teodor.

## Spor z Nikejskim cesarstvom in Bolgarijo
Teodor Komnen Dukas je takoj po prevzemu oblasti napadel Solun in se mimogrede spopadel še z Bolgari. Cesar Henrik Flandrijski je krenil v protinapad, a je po poti umrl, njegovega naslednika Petra Courtenayskega pa je Teodor leta 1217 ujel in ga (zelo verjetno) usmrtil. Ker je Latinsko cesarstvo ponorelo zaradi vse večje moči Nikejskega cesarstva, Teodorja ni moglo zaustaviti in leta 1124 osvojil Solun. Nikejski cesar Ivan III. Dukas Vatac je zavzel Adrijanopel (Edirne), toda leta 1225 ga je Teodor napadel in mu mesto odvzel. Teodor se je nato povezal še z Bolgari in pregnal Latince iz Trakije. Leta 1127 se je okronal za bizantinskega cesarja, vendar mu tega naslova večina Grkov niti nikejski patriarh niso priznali. 
Leta 1230 je Teodor prelomil premirje z Bolgari. Upal je namreč, da mu bo uspelo vreči s prestola carja Ivana Asena II. ki mu je preprečeval napad na Bizanc. V bitki pri Klokotnici v bližini Haskova v današnji Bolgariji ga je bolgarski car porazil, ujel in kasneje oslepil. Oblast v Solunu je prevzel Teodorjev brat Manuel Komnen Dukas, v Epirju pa nečak Mihael II. Komnen Dukas. Teodorja so leta 1237 izpustili. Takoj za tem je vrgel s solunskega prestola svojega brata in nanj posadil sina Ivana Komnena Dukasa. 

## Nikejska in bizantinska nadoblast
Po bitki pri Klokotnici si Solunsko kraljestvo ni več opomoglo in Teodorjev mlajši sin Dimitrij Angel Dukas ga je moral leta 1246 prepustiti Nikejskemu cesarstvu. Mihael II. Epirski je nato sklenil zavezništvo z Latinskim cesarstvom, toda Ivan III. Dukas ga je leta 1248 kljub temu prisilil, da ga je priznal za cesarja. Cesar mu je v zameno uradno priznal naslov epirskega despota. 
Vatacova vnukinja Marija se je leta 1256 poročila z Mihaelovim sinom Nikeforjem, a je že leta 1258 umrla. Istega leta se je Mihaelova hčerka Ana poročila z ahajskim knezom Viljemom II.. Mihael je novo zavezništvo počastil tako, da je preklical svoje obveznosti do cesarja Ivana III. Dukasa, Ivan III. pa je nova zaveznika že naslednje leto porazil v bitki pri Pelagoniji.
Mihael II. se je nato združil z Ivanovim sinom Teodorjem II. Laskarisom. Po poroki njunih otrok leta 1256 je Teodor za uslugo dobil Drač. Mihael s prenosom ozemlja ni bil zadovoljen, zato se je leta 1257 uprl in porazil nikejsko vojsko pod poveljstvom Jurija Akropolita. Mihael se je nato odpravil na vojaški pohod proti Solunu, a ga je na poti napadel kralj Manfred Sicilski. Mihael je z njim takoj sklenil zavezništvo in z njim poročil svojo hčerko Heleno. 
Po smrti nikejskega cesarja Teodorja II. so se Mihael, Manuel in Viljem II. združili proti novemu nikejskemu cesarju Mihaelu VIII. Paleologu, toda njihovo zavezništvo je bilo zelo nestabilno. V katastrofalni bitki pri Pelagoniji so Viljema ujeli, Mihael VIII. pa je nato napadel in osvojil Mihaelovo glavno mesto Árto. Od Epirskega cesarstva sta ostali samo Janina in Vonitsa. Po letu 1260 je bil Mihael VIII. zaposlen v bojih z Latinskim cesarstvom in Árta je ponovno postala del Epira. 

## Italijanska invazija
Leta 1261 je Mihael VIII. Paleolog obnovil Bizantinsko cesarstvo, potem pa je začel vdirati v Epir. Mihaelovega sina Nikeforja je prisilil, da se je leta 1265 poročil z njegovo nečakinjo Ano Kantakuzeno. Mihael VIII. imel Epir za svojo vazalno državo, čeprav sta bila Mihael II. in Nikefor še naprej zaveznika ahajskih knezov in atenskega vojvode. 
Leta 1267 je Krf in večji del Epira zavzel Karel Anjoujski. Leta 1267 ali 1268 je Mihael II. umrl. Mihael VIII. po njegovi smrti Epira ni pripojil k svoji državi, pač pa je dovolil Nikeforju I., da nasledi svojega očeta, s Karlom Anžujskim, ki je leta 1271 zasedel Drač, pa je sklenil premirje. Leta 1279 je Nikefor postal Karlov vazal. Bizantinci so Karla kmalu za tem porazili, Nikefor pa je po njegovem porazu izgubil celo Albanijo.
Med vladanjem Andronika II. Paleologa, sina Mihaela VIII., je Nikefor obnovil zavezništvo z Bizantinskim cesarstvom. Leta 1292 so ga nagovarjali, naj se poveže s Karlom II. Neapeljskim, čeprav je Karel v spopadu z Andronikovo floto doživel hud poraz. Nikefor je svojo hčerko poročil s Karlovim snom Filipom I. Tarantskim in mu prodal večino svojega ozemlja. Po Nikeforjevi smrti leta 1297 je kot regentka njegovega sina Tomaža I. Komena Dukasa zavladala njegova Nikeforjeva vdova Ana, ki je bila Andronikova sestrična, in vpliv Bizanca se je spet okrepil. Leta 1306 se je Filipu uprla v Andronikovo korist. Latinske prebivalce so izgnali, nekaj ozemlja pa je vseeno morala prepustiti Filipu. Leta 1312 je Filip opustil svoje zahteve po epirskem ozemlju in namesto tega zahteval umrlo Latinsko cesarstvo, ki je bilo dediščina njegove žene in ahajske kneginje Katarine II. Valoiške.

## Propad
Cesarja Tomaža I. Komnena Dukasa je leta 1318 umoril njegov sorodnik Nikolaj Orsini, se poročil z njegovo vdovo in prevzel oblast v Epiru. Andronik ga je priznal za zakonitega vladarja Epira, toda že leta 1323 ga je s prestola vrgel brat Ivan. Ivana je okrog leta 1335 zastrupila žena Ana in postala regentka za njunega sina Nikeforja II. Orsinija. 
Leta 1337 je prišel v severni Epir s svojo vojsko novi bizantinski cesar Andronik III. Paleolog. Med njegovimi vojaki je bilo tudi 2000 Turkov njegovega novega zaveznika Umurja iz Aydına. Andronik se je na vojnem pohodu najprej spopadel z Albanci, potem pa je svojo pozornost preusmeril na Epir. Regentka Ana se je poskušala z njim pogajati, toda Andronik je zahteval brezpogojno vdajo despotata in nazadnje je morala popustiti. Epir je mirno prešel v posest Bizantinskega cesarstva. 
Pogodba o vdaji je vsebovala določilo, da se bo Nikefor poročil z eno od hčera Ivana Kantakuzena, ki je bil cesarjeva desna roka, ko je prišel čas za poroko, pa je Nikefor izginil. Kasneje se je izvedelo, da je s pomočjo epirske aristokracije, ki je podpirala svoboden Epir, pobegnil v Italijo. Naselil se je v Tarantu v južni Italiji na dvoru Katarine II. Valoiške, vdove Filipa Tarantskega in naslovne bizantinske cesarice.
Leta 1339 je v Epirju izbruhnil upor proti Bizantincem, ki ga je Katarina Valoiška podprla. Katarina in Nikefor sta bila takrat na Peloponezu. Nikefor je takoj odšel v Epir in se nastanil v Tomokastronu. Konec leta 1339 sta prišla z vojsko v Epir tudi Andronik III. in Ivan Kantakuzen in Nikeforja diplomatsko prepričala, da je priznal cesarjevo nadoblast. Nikefor se je uklonil, se poročil z Ivanovo hčerko Marijo Kantakuzeno in dobil zveneč dvorni naslov panypersebastos (πανυπερσέβαστος). 
V Bizantinskem cesarstvu se je kmalu za tem začela državljanska vojna med Ivanom V. Paleologom in Ivanom VI. Kantakuzenom. Vojno je izkoristil srbski kralj Stefan Uroš IV. Dušan in leta 1348 osvojil Epir. Dušan je kmalu za tem umrl. Njegovo smrt in bizantinsko državljansko vojno, ki je še kar trajala, je izkoristil Nikefor II. Orsini in leta 1356 zasedel epirski prestol. Epiru je priključil sosednjo Tesalijo. Nikefor je med zatiranjem albanske vstaje leta 1359 umrl in ozemlje despotata je postalo del srbskega cesarstva Dušanovega polbrata Simeona-Siniše Paleologa. 
Leta 1367 je lokalni srbski plemič Tomaž II. Preljubović ponovno obudil Epirski despotat. Ker je bila večina ozemlja v oblasti albanskih plemen, si je ozemlje razdelilo več vladarjev, ki so vsak zase zahtevali naslov despota. Po Tomaževi smrti leta 1384 je njegova vdova prenesla oblast nad despotatom na italijansko plemstvo. Državno nasledstvo se je preneslo na srbske in italijanske vladarje Janine, ki so v boju proti Albancem zaprosili za pomoč Osmanske Turke. Leta 1416 je ponovno združeni Epir nasledila družina Tocco s Kefalonije. Zaradi notranje nesloge je država kmalu postala lahek plen Otomanskega cesarstva: Turki so leta 1430 osvojili Janino, leta 1449 Árto, leta 1460 Angelokastron in leta 1479 še Vonitso. 
Obddobje vladavine Frankov na celinskem ozemlju Grčije se je z izjemo nekaj beneških posesti ob obali Jonskega morja končalo.

## Epirski vladarji

### Komneni/Dukas
- Mihael I. Komnen Dukas (1205–1214)
- Teodor Komnen Dukas (1214-1230), od leta 1225 ali 1227 tudi kralj Solunskega kraljestva
- Mihael II. Komnen Dukas (1230–1271)
- Nikefor I. Komnen Dukas (1271–1297)
- Tomaž I. Komnen Dukas (1297–1318)

### Orsini
- Nikolaj Orsini (1318–1323)
- Ivan Orsini (1323–1335)
- Nikefor II. Orsini (1335–1337) in (1356–1359)

### Nemanjići
- Simeon Uroš Paleolog (1359–1366), car Srbov in Grkov
- Tomaž II. Preljubović (1367–1384), despot
- Marija Angel Doukas Paleolog (1384–1385)

### Dinastija Buondelmonti
- Esau de' Buondelmonti (1385–1411)
- Jurij de' Buondelmonti (1411)

### Dinastija Tocco
- Karel I. Tocco (1411–1429)
- Karel II. Tocco (1429–1448), plenjenje Janine 1430
- Leonard Tocco (1448–1479)